# 마쓰다 리쿠 (1991년)
마쓰다 리쿠(일본어: 松田 陸, 1991년 7월 24일 ~ )는 일본의 축구 선수이다.

## 구단 경력
그는 2014년부터 J리그의 FC 도쿄, 세레소 오사카, 방포레 고후에서 뛰었다.